# امتحان الترخيص الطبي لهونغ كونغ
امتحان هونج كونج للترخيص الطبي (HKMLE) وهو تقييم مطلوب من الأطباء الذي تخرجوا من جامعات طبية خارج هونج كونج ويشكل جزء من المسار الترخيصي الطبي في هونج كونج. وهذا الامتحان منصوص عليه من قبل قانون التسجيل الطبي. ويعقد هذا الامتحان مرتين خلال السنة الواحدة ويسمى أيضًا امتحان الترخيص من المجلس الطبي في هونج كونج. ويتم دعوة الطلبة المرشحين لهذا الامتحان من قبل هيئة مهنية مستقلة غير ربحية، تُعرف باسم جمعية المرخصين أما الطلبة خريجي الجامعات الطبية في هونج كونج مثل الHKU وال CUHK فإنهم معفون من تقديم هذا الامتحان.

## الغاية من هذا الامتحان
بحسب قانون التسجيل الطبي فإن الغاية من اجتياز هذا الامتحان لإظهار أن المتقدم لهذا الامتحان حقق مستوى مقبول ليتم تسجيله كممارس طبي في هونج كونج. من أجل التأهل لتقديم هذا الامتحان للطلبة الغير محليين (أي خريجي الجامعات الطبية خارج هونج كونج) فإنه يجب على هؤلاء الطلبة أن يخضعوا لفحص تعليمهم الطبي وأيضًا يخضعوا لتدريب من قبل المجلس الطبي في هونج كونج. بغض النظر عن ما إذا اجتاز الطبيب هذا الاختبار فإنه يجب عليه أن يخضع لفترة تقييم في هونج كونج. عند انتهاء عملية التقييم فإن الطبيب يحصل على المؤهل LMCHK.

## أجزاء الامتحان
يتكون الامتحان من ثلاثة أجزاء : الجزء الأول ويتم فيه اختبار المعرفة المهنية ثم الجزء الثاني يتم اختبار الكفاءة في اللغة الإنجليزية الطبية أما الجزء الثالث والأخير تكون مرحلة الفحص السريري. منذ عام 2009 إلى 2019 بلغت نسبة الذين اجتازوا هذا الامتحان 24%، 85%، 37% لأجزاء الاختبار الثلاثة بشكل متوالي (أي 24% هي نسبة اجتياز القسم الأول من الامتحان وهكذا).

## التحضير للامتحان
يقضي المتقدمين لهذا الامتحان عدة أشهر في التحضير للامتحان بأجزائه الثلاثة. بعض المتقدمين لهذا الامتحان انتقدوه بوصفه صعب جدًا فكان رد المجلص الطبي أنه الامتحان يتم تحديده بحيث يكون بنفس مستوى امتحان بكالوريس الطب النهائي لـHKU MBBS/ CUHK MBChB (أي امتحان بكالوريس الطب في الجامعات الطبية في هونج كونج) بالإضافة إلى أسئلة مأخوذة من نفس بنك الأسئلة. من أجل تسهيل التحضير للامتحان قام المجلس الطبي بإطلاق بوابة الامتحان في 11 أكتوبر 2018 بالإضافة إلى قراءات وموضوعات مقترحة ومقاطع فيديو إرشادية ومعلومات أخرى حول الامتحان وفي عام 2019، أنشأت جمعية طبية مستقلة غير ربحية سميت جمعية الترخيص الطبي في هونج كونج (جمعية الترخيص) ومن المهام المهمة لهذه الجمعية دعم المتقدمين للامتحان HKMLE.

## روابط خارجية
- بوابة معلومات امتحانات الترخيص
- جمعية المرخصين الطبيين في هونغ كونغ